# Белуха (млекопитающее)
Белу́ха (лат. Delphinapterus leucas) — вид зубатых китов из семейства нарваловых.

## Название
В русском языке название белухи восходит к прилагательному «белый», что связано с цветом кожи некоторых представителей вида. Не исключено, что в русский язык название белуха пришло из терминологии поморов, охотящихся на китообразных данного вида, и позже из русского попало в большинство европейских языков: англ. Beluga, швед. beluga, нидерл. beloega, фр. Béluga.

## Внешний вид

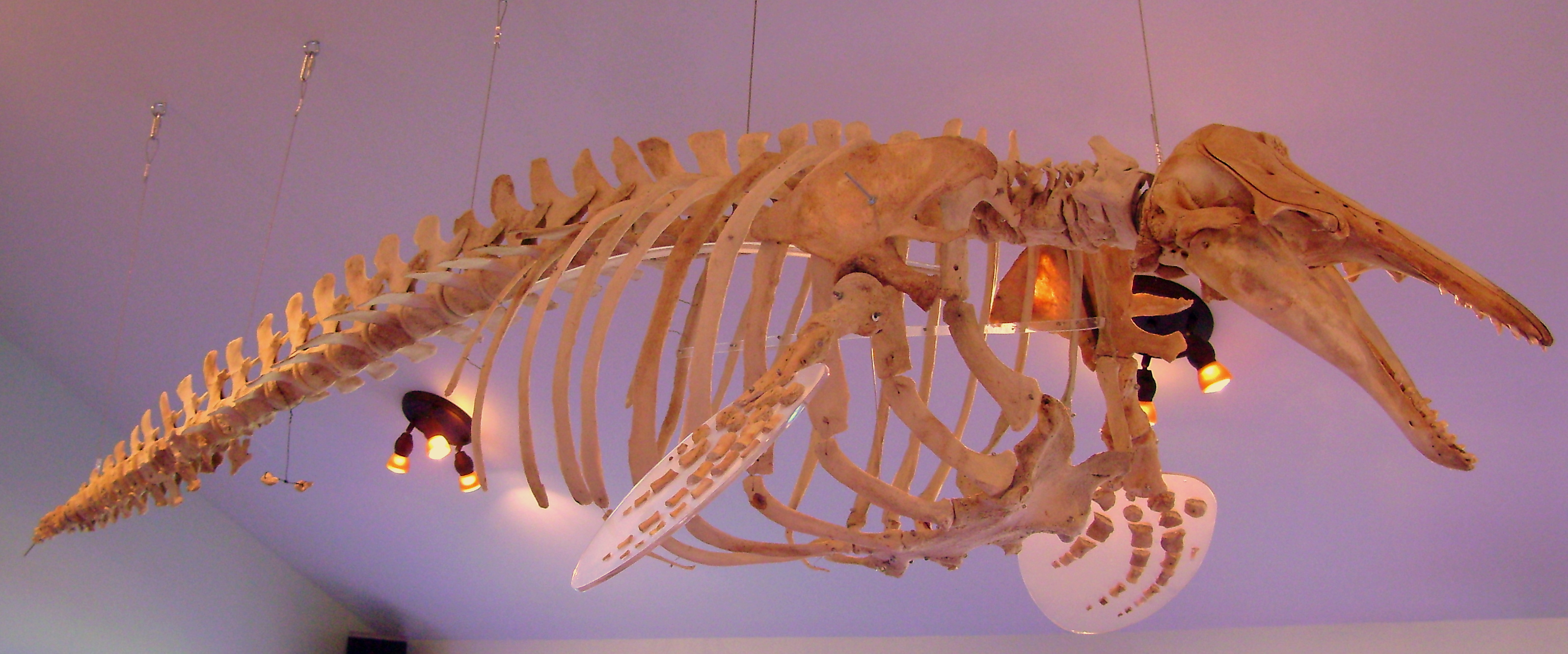
Скелет самки белухи

Окраска кожи однотонная. Меняется с возрастом: новорождённые — синие и тёмно-синие, после года становятся серыми и голубовато-серыми; особи старше 3—5 лет — чисто белые (отсюда название).
Крупнейшие самцы достигают длины 6 м и массы 2 т; самки мельче. Голова у белухи небольшая, «лобастая», без клюва. Позвонки на шее не слиты вместе, поэтому белуха в отличие от большинства китов способна поворачивать голову. Грудные плавники маленькие, овальной формы; спинной плавник отсутствует; отсюда латинское название рода Delphinapterus — «бескрылый дельфин».

## Распространение
Распространена циркумполярно (то есть относится к циркумполярным организмам, между 50 и 80° с. ш., населяя арктические моря (включая внутреннее Белое море), а также Берингово и Охотское моря; зимой иногда заходит в Балтийское море. Встречается в бухтах Приморского края.
Изолированная популяция имеется в эстуарии реки Св. Лаврентия.

## Численность
По состоянию на 2020 год в мире выделяют 22 стада белух:
1. Залив Джеймса — 14 500 особей (все они остаются здесь на протяжении года);
2. Запад Гудзонова залива — 55 000 особей;
3. Восток Гудзонова залива — 3 400-3 800 особей;
4. Залив Камберленд — 1 151 особь;
5. Залив Унгава — 32 особи (возможно, вымерли);
6. Эстуарий реки Св. Лаврентия — 889 особей;
7. Восточно-канадская Арктика — 21 400 особей;
8. Юго-западная Гренландия — исчезли;
9. Восток Чукотского моря — 20 700 особей;
10. Восток Берингова моря — 7 000-9 200 особей;
11. Восток моря Бофорта — 39 300 особей;
12. Бристольский залив — 2 000-3 000 особей;
13. Залив Кука — 300 особей;
14. Белое море — 5 600 особей;
15. Карское море / море Лаптевых / Баренцево море — данных недостаточно;
16. Анадырский залив — 3 000 особей;
17. Залив Ульбанский — 2 300 особей;
18. Залив Шелихова — 2 666 особей;
19. Сахалино-Амурское стадо — 4 000 особей;
20. Тугурский залив — 1 500 особей;
21. Удская губа — 2 500 особей;
22. Шпицберген — 549 особей.
Общая численность белухи в Арктике оценивается в 150 000—200 000 особей.

## Образ жизни и питание
Основу питания белухи составляет рыба (главным образом стайная: мойва, треска, сайка, сельдь, дальневосточная навага, камбала, сиговые и лососёвые виды) и, в меньшей степени, — ракообразные и головоногие моллюски. В разные годы, в разных частях ареала, в зависимости от пола и возраста, рацион универсального хищника — белухи может состоять из 150 объектов рыб и беспозвоночных. Добычу (особенно придонных животных) белухи хватают или даже всасывают. Взрослая особь потребляет в день около 15 кг пищи. В погоне за рыбой (лососёвыми на нересте) белуха часто заходит в большие реки (Обь, Енисей, Лену, Амур, Хатанга, Анадырь и др.), иногда поднимаясь вверх по течению на сотни километров.
Белухи совершают регулярные сезонные миграции. По весне они начинают перемещаться к берегу — к мелководным заливам, фьордам и устьям северных рек. Летование у берегов обусловлено обилием здесь пищи и более высокой температурой воды. Кроме того, прибрежные участки — удобные места для «линьки»: чтобы снять омертвевший поверхностный слой кожи, белухи трутся о гальку на мелководье. Они привязаны к одним и тем же местам летования, посещая их из года в год. Слежение за отдельными особями показало, что белухи запоминают место своего рождения и путь к нему после зимовки.
В зимнее время, как правило, держатся кромки ледовых полей, но иногда далеко проникают в зону оледенения, где ветры и течения поддерживают трещины, разводья и полыньи. При обледенении больших акваторий совершают массовые откочёвки на юг. Полыньи, к которым белухи поднимаются подышать, могут быть удалены на несколько километров друг от друга. Белухи поддерживают их, не давая замёрзнуть, — они способны пробивать спиной лёд толщиной до нескольких сантиметров.
Тем не менее зимовка порой заканчивается для белух трагически, когда полыньи затягиваются слишком толстым льдом или стадо белух попадает в ледовые ловушки при движении ледовых полей. Известен случай спасения стада белух из ледового плена при помощи ледокола, причём для привлечения млекопитающих на судне включалась громкая музыка. Зимой на белух охотится белый медведь, который подстерегает добычу у полыней и глушит её ударами лап. Другим врагом белух является косатка. Известны также случаи нападения хищной формы («кеглючин» — чук.) тихоокеанского моржа на белух.

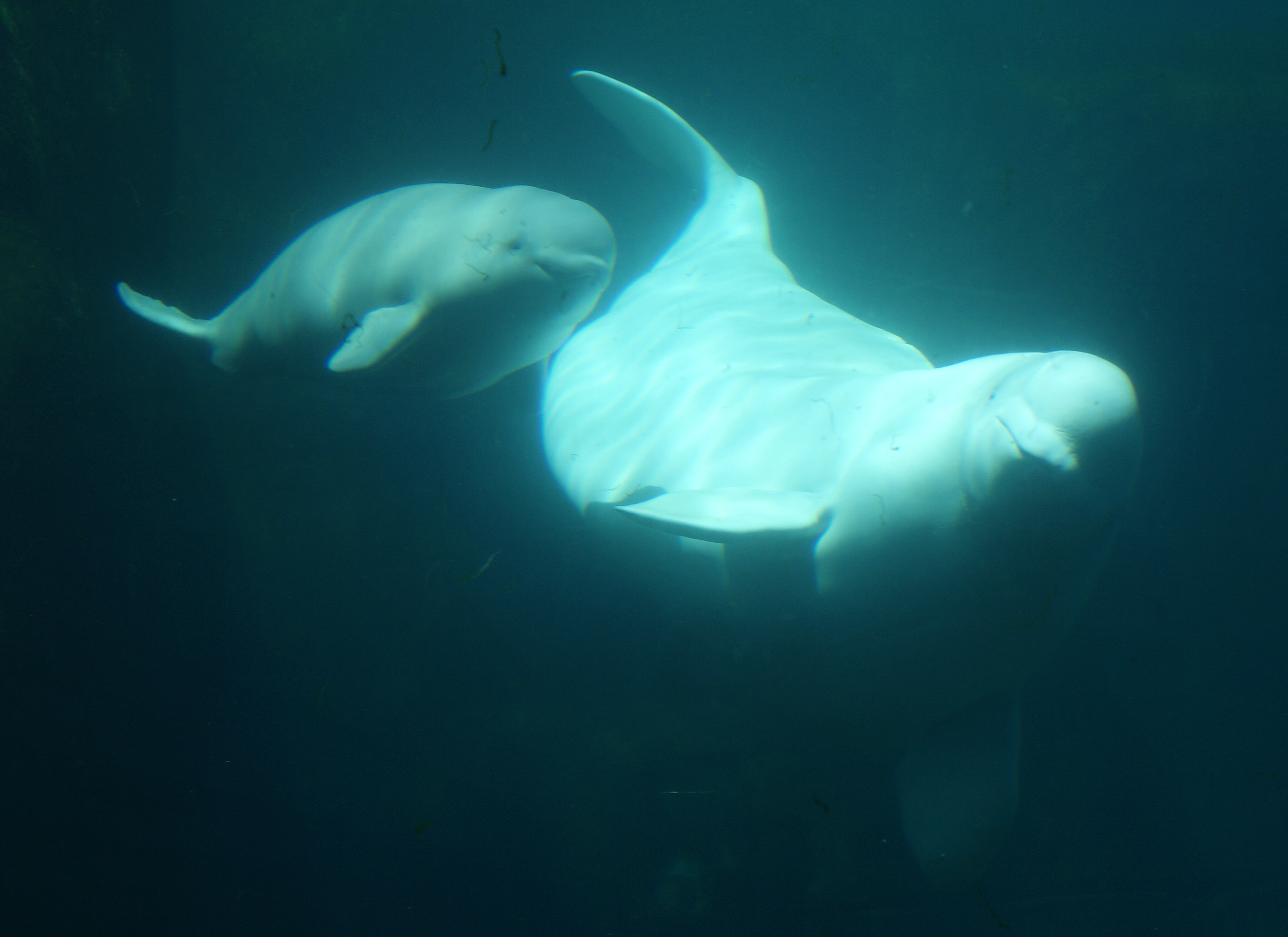
Белуха с детёнышем

Путешествуют белухи стаями, состоящими из групп двух типов: один тип — группы из 1—3 взрослых самок (предположительно сестёр) и их детёнышей разного возраста; другой — группы из 8—16 взрослых самцов. Преследуя косяки рыбы, белухи иногда сбиваются в стаи в сотни и даже тысячи особей. 

Белухи — социальные существа. За разнообразие издаваемых ими звуков американцы прозвали белуху «морской канарейкой» (sea canary), а у русских появился фразеологизм «реветь белугой» (на Русском севере белуху часто называют белугой). Исследователи насчитали порядка 50 звуковых сигналов: свист, визг, щебетание, клёкот, скрежет, пронзительный крик, рёв. Помимо этого белухи используют при общении «язык тела» (шлепки по воде хвостовыми плавниками).

## Размножение
Время размножения белухи в разных районах — от весны до осени. Спаривание и роды происходят у побережья. Самцы часто устраивают турнирные бои за самок. Беременность длится около 14 месяцев. Самки приносят потомство раз в 2—3 года, предпочитая выбирать места возле устьев рек, где вода теплее. Обычно рождается один китёнок длиной 140—160 см, очень редко — два. Следующее спаривание происходит уже через одну-две недели после родов. Молочное вскармливание длится 12—24 месяца.
Половая зрелость у самок обычно наступает в 4—7 лет, у самцов — в 7—9 лет. Рост белух завершается к 9—11 годам. Рожать самки перестают на втором десятке лет. Продолжительность жизни в природе — 32—40 лет.

## Адаптация к окружающей среде

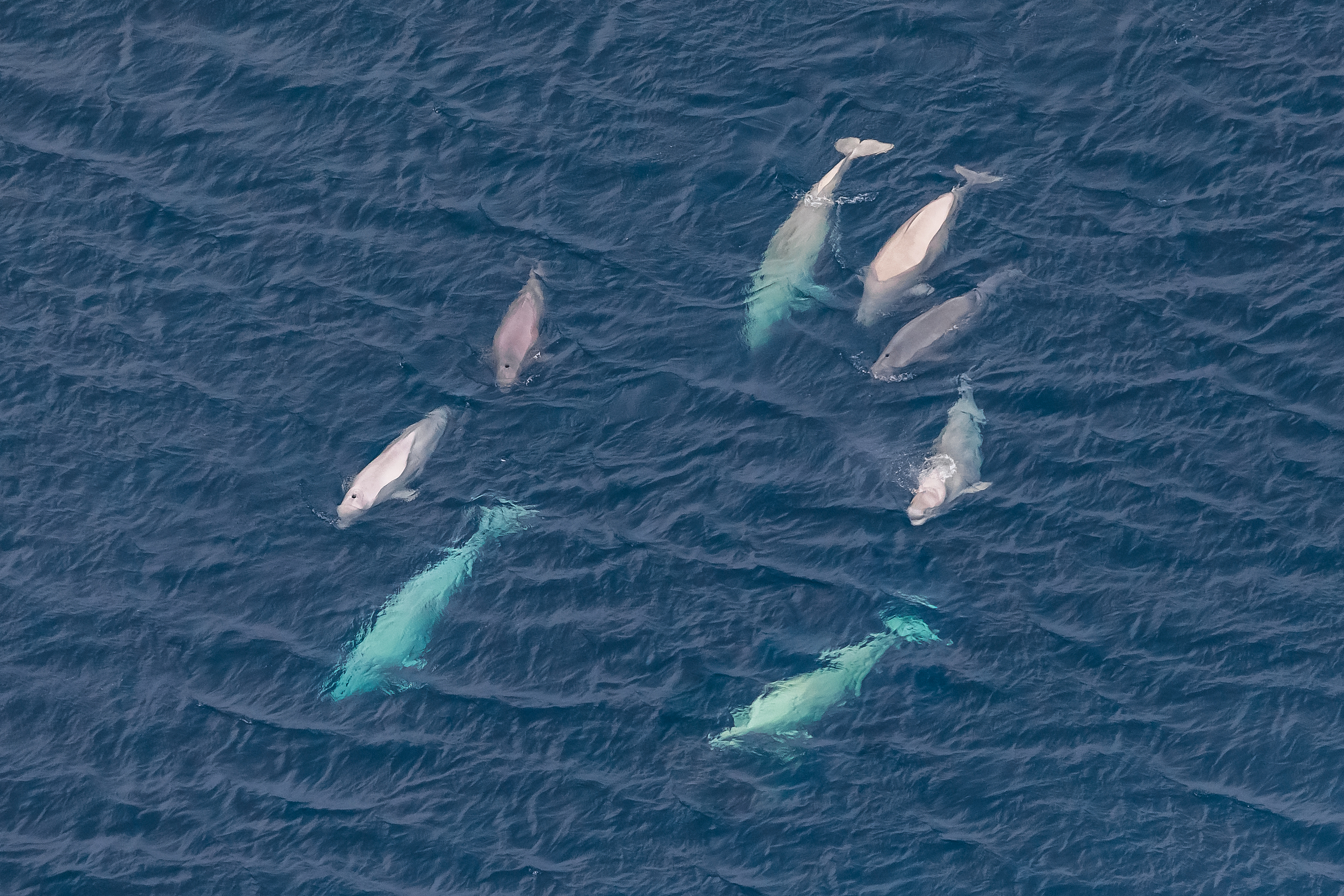
Стая белух в Арктике в районе Земли Франца-Иосифа.

Кожа с уплотнённым слоем эпидермиса (до 15 мм толщины) защищает белух от повреждений при плавании среди льдов. От переохлаждения предохраняет слой подкожного жира до 10—25 см толщиной.
Кроме криков белухи издают ультразвуковые щелчки. В их производстве участвует система воздушных мешков в мягких тканях головы, а фокусируется ультразвуковое излучение особой жировой подушкой на лбу — акустической линзой, или, как её ещё называют, мелоном (от англ. melon — «дыня»). Отражённые от окружающих объектов, щелчки возвращаются к белухе, — приёмной «антенной» служит нижняя челюсть, передающая вибрации к полости среднего уха. Анализ эха позволяет белухе получать точное представление об окружающем пространстве.
Несмотря на массивность, белухи отличаются ловкостью: они способны плавать на спине и даже задом наперёд. Обычно плывут со скоростью 3—9 км/ч, но испугавшись, белуха может совершать рывки до 22 км/ч. При средней скорости белухи выныривают через 1—1,5 мин, однако способны оставаться под водой до 15 мин. По данным спутникового мечения, в Беринговом море максимальной глубины 488 м достигла взрослая самка, нырнув (вероятно, в погоне за палтусом) на 72 мин в районе м. Наварин. При этом по результатам, полученным при наблюдении за шестью белухами в сентябре—ноябре 1995 года в водах моря Баффина у восточного побережья острова Девон (Канада), зарегистрирована наибольшая глубина погружения, которая составила 872 м.
Белуха приспособлена к виртуозным манёврам на мелководье. Если она всё же садится на мель во время отлива или преследуя косяк рыбы, то может, дождавшись прилива, сняться с мели и возвратиться в море.

## Хозяйственное значение

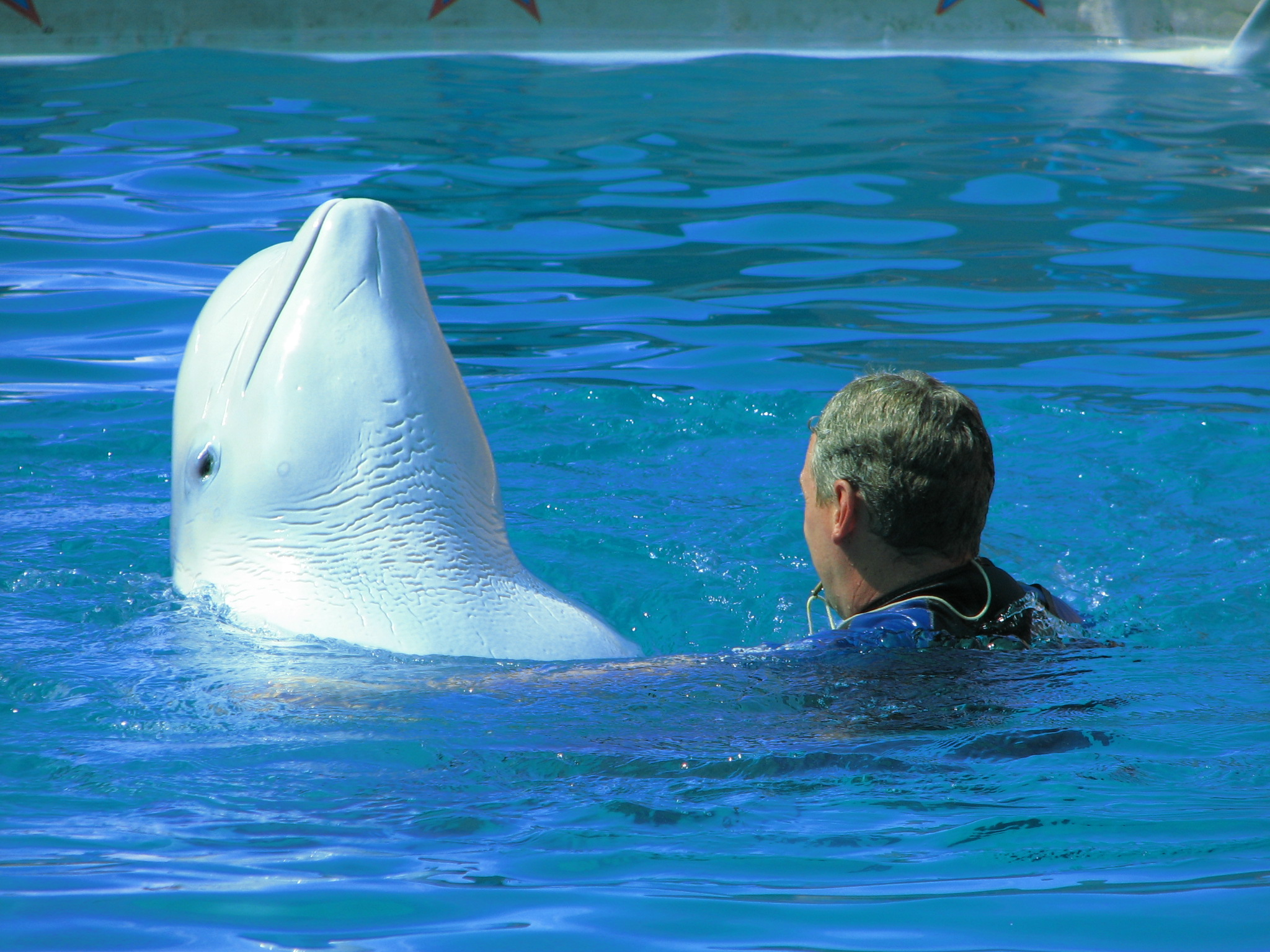
Белуха «танцует» с дрессировщиком. Утришский дельфинарий, Сочи

Белуха удовлетворительно переносит неволю, хорошо дрессируется. Впервые была представлена в цирке Барнума в 1861 году. Некоторые специальности, успешно осваиваемые дельфинами и белухами (доставка оборудования водолазам, поиск потерянных предметов, подводная видеосъёмка), способны сделать их неоценимыми помощниками человека в исследовании Арктики.
Коренные жители Чукотки, Аляски, Канады и Гренландии на протяжении нескольких тысяч лет охотятся на белуху традиционным способом для обеспечения продовольственной безопасности и сохранения культурно-исторической самобытности. Общий промысел белухи на начало XXI в. не превышал 1 000 особей в год. На Чукотке для коренных жителей белуха по значимости занимает предпоследнее место, что связано с тяжёлой логистикой её сезонной добычи, поэтому промысел белухи в среднем не превышает 10—20 голов за 30-летний период. Наибольший урон численности популяций наносят ледовые ловушки, где, по неподтверждённым данным, может гибнуть от десятков до десятков тысяч белух с периодичностью примерно раз в 10—12 лет.

## Статус популяции и охрана
С 1994 года вид занесён в Красный список МСОП со статусом: «Least Concern (Наименьшие опасения)». По состоянию на 2017 г. в мире насчитывалось порядка 20 стад белух, общая численность которых оценивалась в 136 тыс. особей (без учёта России). В настоящее время основная угроза белухам заключается не в интенсивном промысле, а в индустриальном освоении арктического шельфа и в загрязнении среды обитания белух отходами и ядохимикатами. Расшифровка генома и наиболее современные исследования позволили учёным проследить исторические изменения в популяциях белух на протяжении примерно 110 000 лет и спрогнозировать на основании полученных данных предстоящие изменения к 2100 году в связи с резко меняющимся климатом.
В 2008 году при поддержке Председателя Правительства России В. В. Путина начата Программа изучения белухи «Белуха — Белый Кит». Летом 2009 года премьер прибыл на остров Чкалова для участия в работе экспедиции. Основной целью Программы является изучение распространения, численности, структуры популяции белух и её миграций в российских территориальных водах. С 2010 года данный проект поддерживает Русское географическое общество.
В конце 2018 — начале 2019 года разразился скандал, связанный с недопустимо жестокими условиями содержания белух и косаток в Центре адаптации морских млекопитающих ТИНРО-Центра в бухте Средняя.

## Рёв белухи
В русском языке существует фразеологизм «реветь белугой», связанный с громкими звуками, которые издаёт белуха. В XIX веке были распространены два варианта написания названия этого животного: «белуха» и «белуга». В современном русском языке за словом «белуга» закрепили рыбу белугу, но иногда обозначают им и млекопитающее. Также в большинстве иностранных языков до сих пор используется написание и произношение «Beluga whale» — «белуга».

### Рёв белуги в русской классике
Провожал до сеней не врачей — вечера,

Вопреки объявленью готовый к услугам

Только в белые ночи, когда до утра

Размышлял, и вокзалы ревели белугой.

Б. Пастернак. Из записок Спекторского.
Глупый Михель с пышною супругой

Семенит и машет колпаком,

Белый клоун надрывается белугой

И грозит кому-то кулаком.

Саша Чёрный. Карнавал в Гейдельберге.
Пароход ревёт белугой,

Башня Эйфеля в чаду…

Кто меня бы мисс Калугой

Выбрал в нонешнем году!

Саша Чёрный. Парижские частушки. II.
Укусили бегемота,

И от боли бегемот,

Рот разинув, как ворота,

Так и грохнулся в болото

И белугою ревёт.

К. Чуковский. Одолеем Бармалея! (Военная сказка).
Я очень рад был, но, присев у пня,

Я выл белугой и судьбину клял, —

Немецкий снайпер дострелил меня

Убив того, который не стрелял.

В. С. Высоцкий. «Тот, который не стрелял» (1972).

## Факты
Авиакомпания Airbus создала Airbus Beluga, назвав его белухой из-за грузового отсека, похожего на тело белухи.
Известен случай спасения человека белухой.
Широкую огласку получил случай с белухой Хвалдимиром, которую норвежцы заподозрили в шпионаже в пользу России.

## Документалистика
- Документальный фильм. Автор: Иван Затевахин. 2014 г (22 августа 2015). Говорящие с белухами.  64 мин. Россия-Культура. {{cite episode}}: |series= пропущен или пуст (справка)